# Tennis-Bundesliga 2009
Die Tennis-Bundesliga 2009 wurde ins insgesamt sechs Ligen ausgespielt, jeweils einer ersten und zweiten Bundesliga bei den Herren, den Damen und den Herren der Altersklasse 30.
Die Sieger der jeweiligen ersten Bundesliga gewannen die entsprechende deutsche Mannschaftsmeisterschaft im Tennis 2009. Die grundsätzlich jeweils zwei bestplatzierten Mannschaften der zweiten Bundesliga erspielten sich das Aufstiegsrecht in die erste Bundesliga.
Die Saison 2009 war die vorerst letzte Saison mit zweigleisigen zweiten Bundesligen in jeweils einer Nord- und einer Südstaffel. Für die Saison 2010 wurden jeweils eingleisige zweite Bundesligen eingeführt, weshalb fast die Hälfte der Mannschaften in die jeweilige Regionalliga absteigen mussten.

## Organisation
Die Tennis-Bundesligen in Deutschland werden vom Deutschen Tennis Bund mit Sitz in Hamburg veranstaltet und organisiert. Grundlage für die Durchführung sind neben den Tennisregeln der ITF, die Turnierordnung des DTB sowie das Bundesliga-Statut.

## Namenssponsoren
Die Saison 2009 war die erste Saison, für die der Online-Tennis-Versandhändler Tennispoint als Namenssponsor für die 1. Bundesliga der Herren auftrat. Die Bundesligen der Damen und Herren 30 hatten 2009 keinen Namenssponsor, ebenso die 2. Tennis-Bundesliga der Herren.

## Tennis-Bundesliga der Herren 2009

### 1. Tennis-Bundesliga der Herren
Der TK Kurhaus Aachen verteidigte seinen Vorjahrestitel erfolgreich und gewann die deutsche Mannschaftsmeisterschaft der Herren vor dem TC Blau-Weiss Halle. Die Aachener verloren dabei kein Spiel bei nur zwei Unentschieden.
Der Erfurter TC Rot-Weiß, letztjähriger Tabellen-Vierter hatte in der Saison 2009 auf eine Teilnahme in der 1. Tennis-Bundesliga verzichtet und trat stattdessen in der 2. Tennis-Bundesliga Nord an. So waren aus der letztjährigen 2. Tennis-Bundesliga Nord mit dem TV Espelkamp-Mittwald und dem Bremerhavener TV 1905 zwei Mannschaften in die höchste deutsche Spielklasse aufgestiegen, die aber beide jeweils wieder sofort abstiegen.
|     | Mannschaft                  | Begegnungen | Punkte | Matches | Sätze | Spiele  |
| --- | --------------------------- | ----------- | ------ | ------- | ----- | ------- |
| 01. | Kurhaus Lambertz Aachen (M) | 9           | 16:2   | 40:14   | 89:38 | 607:442 |
| 02. | TC Blau-Weiss Halle         | 9           | 14:4   | 36:18   | 80:50 | 577:497 |
| 03. | Rochusclub Düsseldorf       | 9           | 12:6   | 35:19   | 80:51 | 560:483 |
| 04. | ETuF Essen                  | 9           | 09:9   | 25:29   | 61:67 | 509:540 |
| 05. | TC Amberg am Schanzl (A)    | 9           | 09:9   | 23:31   | 60:67 | 496:528 |
| 06. | TK Grün-Weiss Mannheim      | 9           | 08:10  | 27:27   | 65:64 | 567:530 |
| 07. | HTC Blau-Weiß Krefeld       | 9           | 07:11  | 22:32   | 54:74 | 526:571 |
| 08. | TC Blau-Weiss ASICS Neuss   | 9           | 06:12  | 23:31   | 54:76 | 495:566 |
| 09. | Bremerhavener TV 1905 (A)   | 9           | 05:13  | 20:34   | 46:74 | 464:556 |
| 10. | TV Espelkamp-Mittwald (A)   | 9           | 04:14  | 19:35   | 50:78 | 491:579 |

### 2. Tennis-Bundesliga der Herren
Die 2. Tennis-Bundesliga der Herren wurde 2009 zum vorläufig letzten Mal als zweigleisige Liga ausgetragen. Die beiden Staffeln Nord und Süd wurden im Folgejahr 2010 zu einer eingleisigen 2. Tennis-Bundesliga mit einer Sollstärke von 10 Mannschaften zusammengelegt. Dadurch stiegen alle Mannschaften aus beiden Gruppen mit Tabellenplatz 5 oder schlechter in die jeweiligen Regionalligen ab.
Dem Erfurter TC Rot-Weiß gelang in der Nordstaffel der direkte Wiederaufstieg nach dem letztjährigen Abstieg aus der Bundesliga, im Süden setzte sich der Tennis-Club 1. FC Nürnberg durch.

#### 2. Tennis-Bundesliga Nord
|     | Mannschaft                 | Begegnungen | Punkte | Matches | Sätze  | Spiele  |
| --- | -------------------------- | ----------- | ------ | ------- | ------ | ------- |
| 01. | Erfurter TC Rot-Weiß (A)   | 7           | 12:2   | 48:15   | 104:39 | 771:508 |
| 02. | Solinger TC 1902 (1)       | 7           | 12:2   | 41:22   | 091:49 | 699:536 |
| 03. | KTHC Stadion Rot-Weiß Köln | 7           | 08:6   | 40:23   | 086:64 | 744:668 |
| 04. | TV von 1926 Osterath       | 7           | 08:6   | 33:30   | 076:66 | 649:616 |
| 05. | TC Raadt (A)               | 7           | 06:8   | 30:33   | 070:76 | 661:676 |
| 06. | Oberhausener THC           | 7           | 06:8   | 25:38   | 057:84 | 566:667 |
| 07. | TC 1899 Blau-Weiss Berlin  | 7           | 02:12  | 19:44   | 048:96 | 541:716 |
| 08. | TV Sparta 87 Nordhorn      | 7           | 02:12  | 16:47   | 041:99 | 498:742 |

#### 2. Tennis-Bundesliga Süd
|     | Mannschaft                   | Begegnungen | Punkte | Matches | Sätze   | Spiele  |
| --- | ---------------------------- | ----------- | ------ | ------- | ------- | ------- |
| 01. | 1. FC Nürnberg               | 8           | 14:2   | 55:17   | 117:39  | 827:585 |
| 02. | TC Ravensburg                | 8           | 14:2   | 43:29   | 093:76  | 824:784 |
| 03. | TC Großhesselohe             | 8           | 12:4   | 47:25   | 098:59  | 786:647 |
| 04. | TC Wolfsberg Pforzheim       | 8           | 10:6   | 48:24   | 106:57  | 838:612 |
| 05. | TV Reutlingen (1)            | 8           | 10:6   | 40:32   | 089:72  | 749:717 |
| 06. | TC Grün-Rot Weiden           | 8           | 06:10  | 36:36   | 083:78  | 751:694 |
| 07. | TC RW Landshut (A)           | 8           | 04:12  | 20:52   | 050:112 | 623:837 |
| 08. | TC Römerberg                 | 8           | 02:14  | 16:56   | 041:118 | 544:834 |
| 09. | TC Schwarz-Weiß Neckarau (A) | 8           | 00:16  | 19:53   | 048:114 | 592:824 |

## Tennis-Bundesliga der Herren 30 2009

### 1. Tennis-Bundesliga der Herren 30
Der Erfurter TC Rot-Weiß verteidigte seinen Titel aus dem Vorjahr und gewann somit seine insgesamt zweite Meisterschaft der Herren 30. Die Erfurter bleiben in der Saison ohne Punktverlust und setzten sich überlegen durch – zwei der insgesamt nur acht verlorenen Matches gaben sie darüber hinaus auch in Führung liegend am letzten Spieltag kampflos auf, als die Meisterschaft feststand.
|     | Mannschaft                     | Begegnungen | Punkte | Matches | Sätze | Spiele  |
| --- | ------------------------------ | ----------- | ------ | ------- | ----- | ------- |
| 01. | Erfurter TC Rot-Weiß           | 6           | 12:0   | 46:8    | 95:21 | 636:331 |
| 02. | Gladbacher HTC                 | 6           | 10:2   | 41:13   | 87:31 | 608:377 |
| 03. | DTV Hannover                   | 6           | 6:6    | 24:30   | 56:69 | 471:566 |
| 04. | BASF TC Blau-Weiß Ludwigshafen | 6           | 6:6    | 23:31   | 53:68 | 481:556 |
| 05. | STG Geroksruhe Stuttgart       | 6           | 4:8    | 23:31   | 50:68 | 489:541 |
| 06. | KTHC Stadion Rot-Weiß Köln     | 6           | 4:8    | 22:32   | 51:68 | 455:545 |
| 07. | TV Schwafheim 1900             | 6           | 0:12   | 10:44   | 27:94 | 409:633 |

### 2. Tennis-Bundesliga der Herren 30
Die zweite Bundesliga der Herren 30 wurde zum vorerst letzten Mal zweigleisig in einer Nord- und Südstaffel ausgetragen und wurde für das Folgejahr in eine einzelne Liga mit acht Mannschaften überführt. Daher stiegen insgesamt sieben Mannschaften aus den beiden Staffeln ab.
Die TG Westfalia Dortmund und der TC Schönbusch Aschaffenburg gewannen die Staffeln Nord bzw. Süd und stiegen in die 1. Bundesliga auf.

#### 2. Tennis-Bundesliga Nord
|     | Mannschaft               | Begegnungen | Punkte | Matches | Sätze | Spiele  |
| --- | ------------------------ | ----------- | ------ | ------- | ----- | ------- |
| 01. | TG Westfalia Dortmund    | 6           | 12:0   | 41:13   | 83:35 | 613:391 |
| 02. | KHTC Mülheim             | 6           | 8:4    | 36:18   | 77:42 | 582:398 |
| 03. | TC Raadt                 | 6           | 8:4    | 36:18   | 76:44 | 584:446 |
| 04. | TC Parkhaus Wanne-Eickel | 6           | 8:4    | 29:25   | 68:53 | 571:510 |
| 05. | Dortmunder TK RW         | 6           | 4:8    | 24:30   | 57:65 | 472:522 |
| 06. | Marienburger SC          | 6           | 2:10   | 7:47    | 23:97 | 332:637 |
| 07. | TC Lichtenrade WG        | 6           | 0:12   | 16:38   | 35:83 | 336:586 |

#### 2. Tennis-Bundesliga Süd
|     | Mannschaft                  | Begegnungen | Punkte | Matches | Sätze | Spiele  |
| --- | --------------------------- | ----------- | ------ | ------- | ----- | ------- |
| 01. | TC Schönbusch Aschaffenburg | 6           | 10:2   | 39:15   | 83:36 | 585:396 |
| 02. | TB Erlangen                 | 6           | 10:2   | 37:17   | 83:40 | 633:452 |
| 03. | TC GG Pfungstadt            | 6           | 8:4    | 29:25   | 65:60 | 544:523 |
| 04. | TC Biberach                 | 6           | 6:6    | 27:27   | 61:58 | 498:491 |
| 05. | TC Rotenbühl Saarbrücken    | 6           | 6:6    | 27:27   | 59:64 | 519:553 |
| 06. | Karlsruher ETV              | 6           | 2:10   | 28:36   | 44:80 | 471:605 |
| 07. | Club am Marienberg Nürnberg | 7           | 0:12   | 12:42   | 32:89 | 395:625 |

## Tennis-Bundesliga der Damen 2009

### 1. Tennis-Bundesliga der Damen
Der TC Benrath verteidigte seinen Vorjahrestitel und gewann seine insgesamt sechste deutsche Mannschaftsmeisterschaft der Damen. Dabei gewann die Mannschaft all ihre sechs Saisonspiele und setzte sich am Ende überlegen gegen den TEC Waldau und den TC Moers 08 durch.
Der TC Radolfzell und der TC Blau-Weiss Berlin beendeten die Saison auf Abstiegsplätzen in die zweite Bundesliga. Da in der zweiten Bundesliga nur der THC im VfL Bochum sein Aufstiegsrecht wahrnahm, hielten die Radolfzellerinen am „grünen Tisch“ die Klasse.
|     | Mannschaft                | Begegnungen | Punkte | Matches | Sätze | Spiele  |
| --- | ------------------------- | ----------- | ------ | ------- | ----- | ------- |
| 01. | TC Zamek Benrath          | 6           | 12:0   | 36:18   | 79:42 | 569:442 |
| 02. | TEC Waldau Stuttgart      | 6           | 8:4    | 35:19   | 78:48 | 624:470 |
| 03. | TC ZWS Moers 08           | 6           | 8:4    | 25:29   | 58:69 | 562:555 |
| 04. | TC WattExtra Bocholt      | 6           | 6:6    | 31:23   | 65:56 | 518:516 |
| 05. | TC Rüppurr Karlsruhe 1929 | 6           | 4:8    | 26:28   | 60:67 | 552:564 |
| 06. | TC Radolfzell             | 6           | 4:8    | 23:31   | 58:67 | 504:569 |
| 07. | TC 1899 Blau-Weiss Berlin | 6           | 0:12   | 13:41   | 35:84 | 409:622 |

### 2. Tennis-Bundesliga der Damen
Der THC im VfL Bochum 1848 und der BASF TC Ludwigshafen sicherten sich jeweils ohne Verlustpunkt die Meisterschaft in den Staffeln Nord und Süd und damit das Aufstiegsrecht in die 1. Bundesliga.
Durch die Reduzierung auf eine einzige zweite Bundesliga ab der Saison 2010 stiegen insgesamt sieben Mannschaften in die jeweilige Regionalliga ab.

#### 2. Tennis-Bundesliga Nord
|     | Mannschaft             | Begegnungen | Punkte | Matches | Sätze | Spiele  |
| --- | ---------------------- | ----------- | ------ | ------- | ----- | ------- |
| 01. | THC im VfL Bochum 1848 | 6           | 12:0   | 47:7    | 95:22 | 637:289 |
| 02. | TC Rot-Weiß Wahlstedt  | 6           | 10:2   | 38:16   | 83:37 | 594:406 |
| 03. | Ratinger TC Grün-Weiß  | 6           | 6:6    | 28:28   | 63:55 | 512:462 |
| 04. | LTTC Rot-Weiß Berlin   | 6           | 6:6    | 23:31   | 53:65 | 451:517 |
| 05. | Großflottbeker THGC    | 6           | 4:8    | 16:38   | 34:82 | 333:588 |
| 06. | Lintorfer TC 1972      | 6           | 2:10   | 20:34   | 47:74 | 460:553 |
| 07. | Rochusclub Düsseldorf  | 6           | 2:10   | 17:37   | 40:80 | 435:607 |

#### 2. Tennis-Bundesliga Süd
|     | Mannschaft                     | Begegnungen | Punkte | Matches | Sätze | Spiele  |
| --- | ------------------------------ | ----------- | ------ | ------- | ----- | ------- |
| 01. | BASF TC Blau-Weiß Ludwigshafen | 6           | 12:0   | 44:10   | 90:29 | 644:395 |
| 02. | Ski-Club Ettlingen             | 6           | 10:2   | 39:15   | 83:35 | 611:405 |
| 03. | TC Augsburg Siebentisch        | 6           | 8:4    | 31:23   | 68:51 | 563:492 |
| 04. | TC GW Luitpoldpark             | 6           | 6:6    | 33:21   | 70:47 | 537:429 |
| 05. | TC Großhesselohe               | 6           | 4:8    | 24:30   | 54:62 | 492:506 |
| 06. | TC BW Villingen                | 6           | 2:10   | 10:44   | 26:92 | 334:618 |
| 07. | TC Blau-Weiß Vaihingen-Rohr    | 6           | 0:12   | 8:46    | 19:94 | 218:617 |